# Olustvere (ancienne commune)
Olustvere est une ancienne commune située dans le comté de Viljandi en Estonie.
Elle s'étendait sur une superficie de 144 km2 et comprenait le petit bourg d'Olustvere, ainsi que les villages d'Aimla, Jaska, Kärevere, Kuhjavere, Kuiavere, Kurnuvere, Mudiste, Mäeküla, Riiassaare, Tääksi, Ülde et Võivaku.
En 2005, elle a été rattachée à la commune de Suure-Jaani. 